# Dorschenhof
Dorschenhof (oberfränkisch: Dorschnhuf) ist ein Gemeindeteil der Stadt Creußen im Landkreis Bayreuth (Oberfranken, Bayern). Dorschenhof liegt in der Gemarkung Boden.

## Lage
Die Einöde liegt am Gosenbach und an einem namenlosen rechten Zufluss des Gosenbachs der beim Ort in diesen mündet. Im Norden erhebt sich der Bodener Berg (457 m ü. NHN). Die Kreisstraße BT 47 führt entlang des Gosenbachs nach Boden (0,6 km südöstlich) bzw. an Sorg vorbei nach Großweiglareuth (2 km westlich).

## Geschichte
Der Ort wurde 1499 als „Torstenhof“ erstmals urkundlich erwähnt. 1573 und 1691 wurde der Ort „Dorschenhoff“ genannt. Das Bestimmungswort kann der Familienname Dorsch sein oder torse (das mhd. für Kohlstrunk). Dorschenhof hatte Abgaben an das Gotteshaus Creußen zu entrichten. In der Fraisch unterstand der Ort dem brandenburg-bayreuthischen Kasten- und Stadtvogteiamt Creußen.
Mit dem Gemeindeedikt (frühes 19. Jahrhundert) wurde Dorschenhof dem Steuerdistrikt Creußen und der Ruralgemeinde Bühl zugewiesen. Im Rahmen der Gebietsreform in Bayern wurde Dorschenhof am 1. Januar 1972 in die Stadt Creußen eingegliedert.